# 3656 Hemingway
3656 Hemingway је астероид главног астероидног појаса са средњом удаљеношћу од Сунца која износи 2,204 астрономских јединица (АЈ).
Апсолутна магнитуда астероида је 13,6.